# Rue Jacques-Darré
La rue Jacques-Darré (en occitan : carrièra Jacques Darré) est une voie de Toulouse, chef-lieu de la région Occitanie, dans le Midi de la France.

## Situation et accès

### Description
La rue Jacques-Darré est une voie publique. Elle se trouve dans le quartier Saint-Cyprien.
Elle naît au nord de la place Intérieure-Saint-Cyprien. Rectiligne, longue de 110 mètres et large de 8 mètres, elle est orientée au nord. Elle s'ouvre sur le square du Docteur-Maurice-Pujol, au coeur du centre culturel Saint-Cyprien, puis se termine au carrefour de la rue Réclusane.
La chaussée compte une seule voie de circulation automobile en sens unique de la place Intérieure-Saint-Cyprien vers la rue Réclusane. Elle est définie comme une zone de rencontre et la vitesse y est limitée à 20 km/h. Il n'existe pas de piste, ni de bande cyclable, quoiqu'elle soit à double-sens cyclable.

### Voies rencontrées
La rue Jacques-Darré rencontre les voies suivantes, dans l'ordre des numéros croissants (« g » indique que la rue se situe à gauche, « d » à droite) :
1. Place Intérieure-Saint-Cyprien
2. Square du Docteur-Maurice-Pujol (g)
3. Rue Réclusane

## Odonymie
C'est par une décision du conseil municipal du 24 juin 1910 que la rue est nommée en hommage à Jacques Darré, instituteur à l'école de garçons du faubourg Saint-Cyprien (actuelle école élémentaire Lespinasse, no 3 rue du Chairedon).
Lorsqu'elle est aménagée à la fin du XVIIIe siècle, la rue reçoit le nom de rue du Bon-Pasteur : en 1715, la congrégation du Bon Pasteur y avait établi sa maison toulousaine. Elles en furent expulsées pendant la Révolution française en 1791. En 1794, la rue devint la rue Conquêtes, mais elle ne conserva pas cette nouvelle appellation. En 1806, on la nomma officiellement rue du Dépôt-de-Mendicité, cette institution sociale ayant été installée dans l'ancien couvent des Clarisses de Saint-Cyprien, dont le portail s'élève au bout de la rue (actuel hôpital de La Grave, no 40 rue Réclusane). En 1907, le dépôt de mendicité ayant été déplacé dans la rue des Récollets (actuels no 2-4 rue Achille-Viadieu), les habitants posèrent des pétitions demandant le changement de nom, qui leur fut accordé en 1910.